# Ali Bouafia
Ali Bouafia (arabisch علي بوعافية; * 5. August 1964 in Mülhausen, Frankreich) ist ein ehemaliger algerischer Fußballspieler. Er absolvierte sieben Spiele für die algerische Nationalmannschaft.

## Vereinskarriere
Bouafia begann seine Karriere beim FC Mulhouse in seiner Heimatstadt. Es zeigte sich schnell, dass er seine größten Fähigkeiten auf der Position des Spielmachers hatte, während seine Stürmerqualitäten noch verbesserungswürdig waren. Unter Trainer Raymond Domenech etablierte er sich daher im offensiven Mittelfeld. In der zweiten Liga konnte er sich in den Vordergrund spielen und wechselte 1987 zu Olympique Marseille in die erste Liga. Die Konkurrenz dort war mit Spielern wie Alain Giresse und Klaus Allofs äußerst hart. Dementsprechend kam er nur auf zwölf Einsätze und wechselte im folgenden Jahr zum damaligen Zweitligisten Olympique Lyon, wo sein ehemaliger Trainer Raymond Domenech ebenfalls hingewechselt war. Nun wurde er zum Stammspieler und bildete gemeinsam mit Aziz Bouderbala und Roberto Cabañas die Offensive. Nur ein Jahr später gelang der Aufstieg. 1992 wechselte er zum Erstliga-Aufsteiger Racing Straßburg. 
Seine Schnelligkeit brachte ihm in dieser Zeit den Spitznamen Mouche (französisch für „Fliege“) ein. 1995 gelang ihm mit dem Klub der Einzug ins Pokalfinale, wobei er in der 72. Minute eingewechselt wurde. Bouafia wechselte im selben Jahr zum Absteiger FC Sochaux. Dort spielte er eine gute erste Saison, war aber in der folgenden Saison vom Verletzungspech geplagt. Daraufhin verließ er 1997 den Verein und ging nach Lorient. Mit fünfzehn Toren hatte er wesentlichen Anteil am Aufstieg in die erste Liga. Trotz guter Leistungen war er bei Lorient unerwünscht und wechselte 1999 zur US Créteil in die zweite Liga, die er nach nur einem halben Jahr wieder verließ. Seine letzte Station war EA Guingamp. Mit einem Tor gegen Lorient gelang ihm dort die Revanche für seinen Rauswurf. 2000 beendete er mit fast 36 Jahren seine aktive Karriere. Fortan war er bis 2002 Sportdirektor bei seinem letzten Verein. 2009 wurde er bei der AS Monaco als Scout eingestellt.

## Nationalmannschaft
Sein inoffizielles Debüt feierte Bouafia im Februar 1987 bei einem Freundschaftsspiel der Algerier gegen den FC Nantes. Offiziell debütierte er am 13. März 1988 bei einem Afrikameisterschaftsspiel gegen die Elfenbeinküste. Bei dem Turnier erreichte er mit seiner Mannschaft den dritten Platz. Bei der Afrikameisterschaft 1992 kam er erneut zum Einsatz. Dort schied das Team jedoch in der Gruppenphase aus. Am 17. Januar absolvierte er mit dem Gruppenspiel gegen die Republik Kongo sein letztes Spiel für das Nationalteam. In seinen sieben Einsätzen gelang ihm kein Treffer.